# Carex pleiostachys
Carex pleiostachys är en halvgräsart som beskrevs av Charles Baron Clarke. Carex pleiostachys ingår i släktet starrar, och familjen halvgräs. Inga underarter finns listade i Catalogue of Life.